# Carla Ryan
Carla Ryan (Nathalia, Victoria, 21 september 1985) is een wielrenner uit Australië.
In 2009 werd Ryan Australisch nationaal kampioene op de weg, en in 2007 en 2009 nationaal kampioene tijdrijden op de weg.
In 2012 won ze de Omloop van de IJsseldelta.
Baccaille · Berlato · Bonomi · Carretta · Guarischi · Guderzo · Jasińska · Olds · Pavin · Ryan · Santesteban · Tagliaferro